# ヴィエリチカ岩塩坑

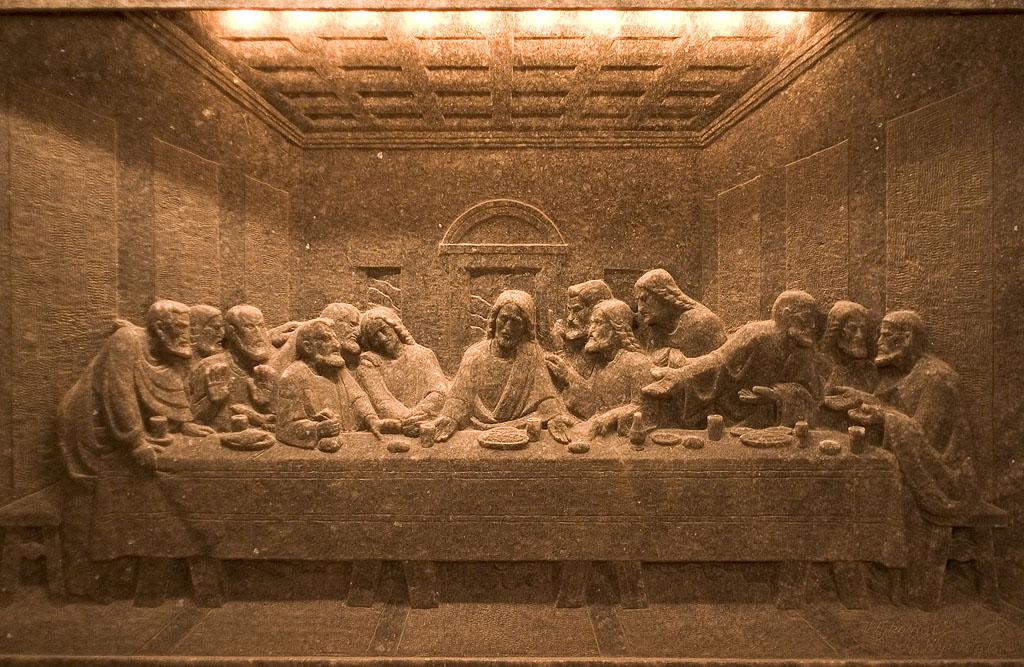
岩塩製の「最後の晩餐」

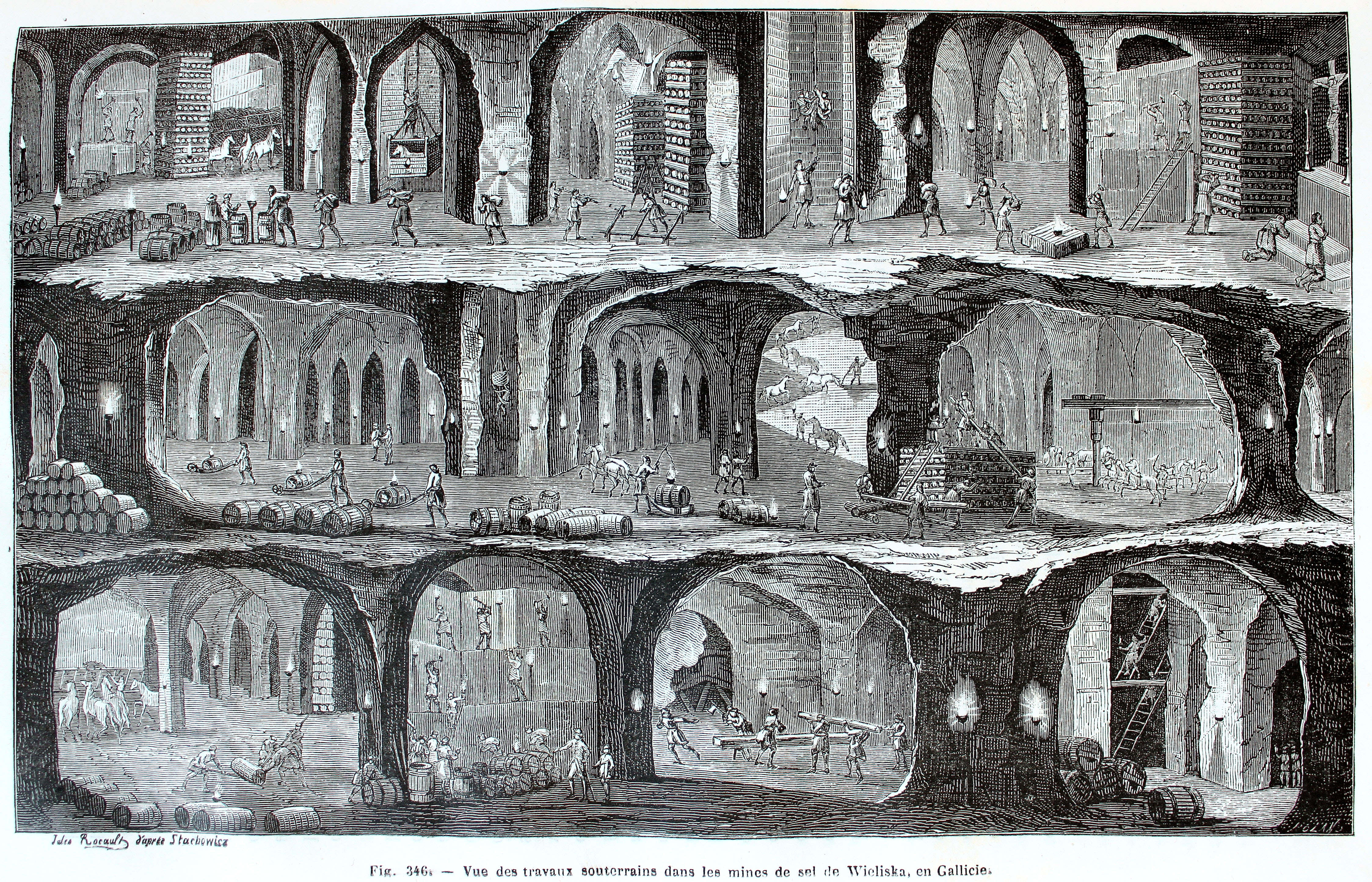
1870年ごろの版画

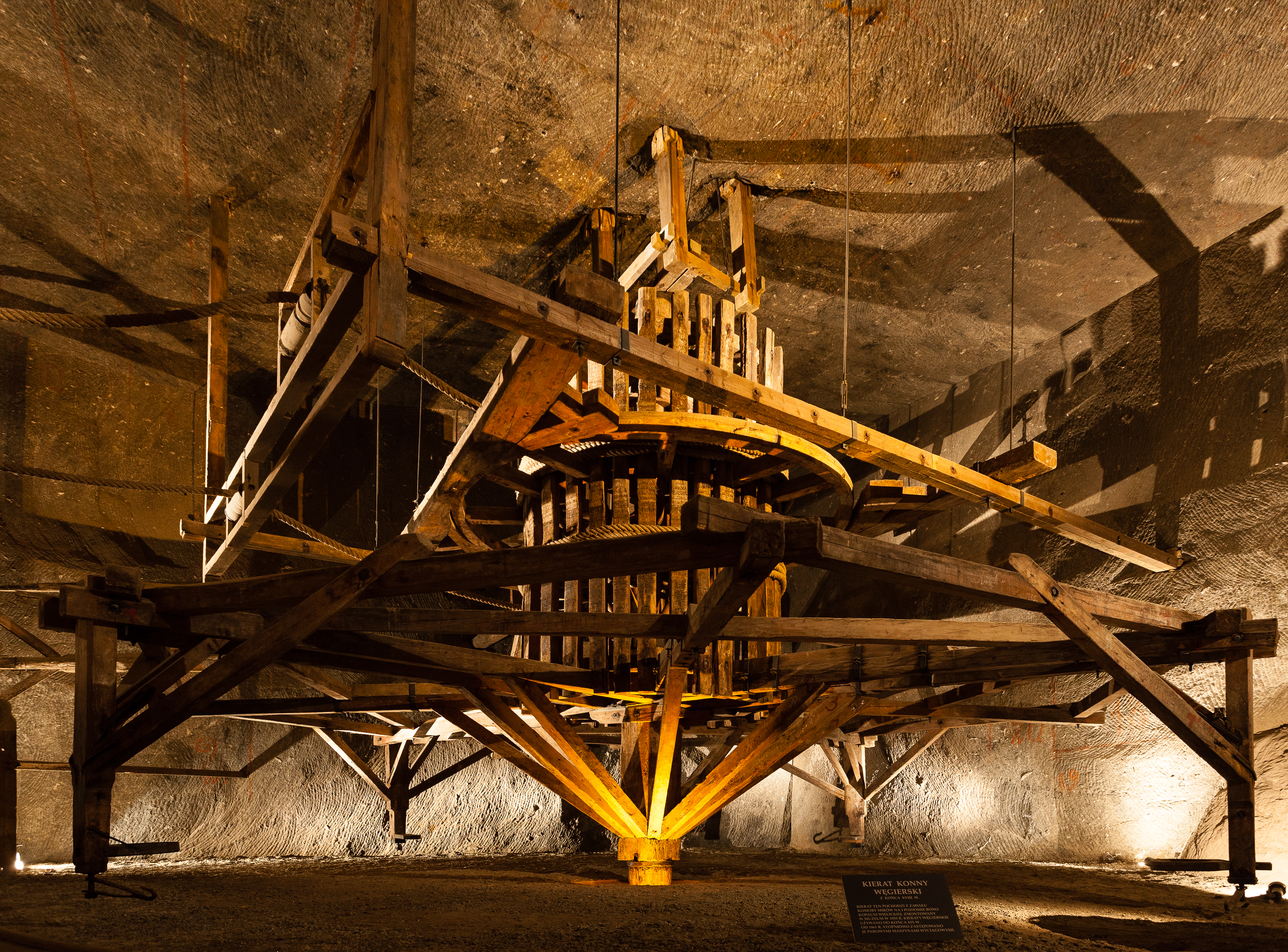
馬力破砕機

ヴィエリチカ岩塩坑（Wieliczka Salt Mine (ポーランド語: Kopalnia soli Wieliczka)）は、ポーランド共和国マウォポルスカ県にある岩塩の採掘坑。クラクフ首都圏内の都市ヴィエリチカで13世紀以来稼働していたが、コストの問題と坑内で洪水が起きる危険性があることから1996年に商業採掘は中止され、現在は観光地となっている。

## 概要
1044年の創業（ポーランド王国のクラクフへの遷都は1038年）。「キンガ妃の指輪事件」がきっかけとなり国営企業となったのは1250年。廃坑になっていない岩塩坑としては世界最古で、同時に世界最古の製塩企業でもある。深さは地下 327 m 、全長は 300 km 以上に及ぶ（廃坑になっているものも含めると世界最古の岩塩坑は同じくポーランド共和国マウォポルスカ県にあるボフニャ岩塩坑。また現在操業中の岩塩坑でポーランド最大規模のものはヴィエルコポルスカ県クウォダヴァ町にあるクウォダヴァ岩塩坑）。
特筆すべきは、観光客向けの 3.5 km の坑道で、歴史上や神話上の様々なモチーフを象った彫像が並んでいる。その全ては、坑夫たちが信仰のために岩塩を彫り上げたものである。さらには屈曲した部屋や礼拝堂が岩塩で形成され、岩塩採掘史の展示までがなされている。さながらそこは岩塩製の地下大聖堂のごとき景観を呈しているのである。
この岩塩坑には年間110万人もの観光客が訪れる。長い歴史においてこの岩塩坑を訪れた有名人には、ニコラウス・コペルニクス、ヨハン・ヴォルフガング・フォン・ゲーテ、アレクサンダー・フォン・フンボルト、ドミトリ・メンデレーエフ、イグナツィ・パデレフスキ、ロバート・ベーデン＝パウエル、カロル・ヴォイティワ（後のヨハネ・パウロ2世）、ビル・クリントンなどがいる。
第二次世界大戦中には、この岩塩坑を占領したドイツ軍がその一部を軍需物資の製造拠点として使用した。

## 世界遺産
1978年にユネスコの世界遺産に登録された。最初に登録された12件のうちのひとつである。

### 登録基準
この世界遺産は世界遺産登録基準のうち、以下の条件を満たし、登録された（以下の基準は世界遺産センター公表の登録基準からの翻訳、引用である）。
- (4) 人類の歴史上重要な時代を例証する建築様式、建築物群、技術の集積または景観の優れた例。

登録基準に基づく評価内容は以下の通り。
- (4) ヴィエリチカ王立岩塩坑とボフニャ王立岩塩坑は、13 世紀から 20 世紀にかけてのヨーロッパにおける採鉱技術の発展の歴史的段階を物語っている。坑夫たちの社会的、宗教的伝統を反映して配置され、装飾されたギャラリー、地下室、道具や機械、そして何世紀にもわたって施設を管理してきた製塩所城は、岩塩の地下採鉱に関わる社会技術的システムについての優れた証言となっている。

### 危機遺産登録
ヴィエリチカ岩塩坑は1989年に危機遺産リストに加えられた。原因は、換気装置に問題があったことから坑内に湿気が溜まり、岩塩製のモニュメントを損ねていたためである。
きちんとした換気装置が据え付けられ、坑内の湿度が適切に保たれるようになったことから、1998年に危機遺産リストからは除外された。